# Gură bogată
 Gură bogată (în engleză Big Mouth) este un serial animat american creat de Nick Kroll, Andrew Goldberg, Mark Levin și Jennifer Flackett, care prezintă adolescența bazată pe creșterea lui Kroll și Goldberg în New York-ul suburban, cu Kroll exprimându-și propria sa tinerețe fictivă. 
Primul sezon care a constat în zece episoade a avut premiera pe Netflix pe 29 septembrie 2017, iar al doilea sezon a fost lansat pe 5 octombrie 2018. Al treilea sezon a fost precedat de un episod special de Ziua Îndrăgostiților din 8 februarie 2019, iar restul celui de-al treilea sezon a fost lansat pe 4 octombrie 2019. În iulie 2019, Netflix a reînnoit seria până la un al șaselea sezon. Al patrulea sezon a fost lansat pe 20 octombrie 2020, iar al cincilea sezon a fost lansat pe 5 noiembrie 2021. Al șaselea sezon a fost lansat pe 28 octombrie 2022. Un al șaptelea sezon a fost lansat pe 20 octombrie 2023. În aprilie 2023, serialul a fost reînnoit pentru un al optulea și ultimul sezon, făcându-l unul dintre cele mai longevive seriale originale cu scenariu produse vreodată de Netflix. Ultimul sezon a fost lansat pe 23 mai 2025.
De la lansarea sa, serialul a primit aprecieri din partea criticilor. Un serial spin-off intitulat Resurse umane a debutat pe 18 martie 2022, și a durat două sezoane, cu finalul pe 9 iunie 2023.

## Prezentare
Seria urmărește un grup de studenți de clasa a 7-a, inclusiv cei mai buni prieteni Nick Birch și Andrew Glouberman, în timp ce își navighează drumul prin pubertate, cu lupte precum masturbarea și excitarea sexuală toate în suburbiile orașului New York . Funcționând ca îngeri supra-sexualizați pe umeri sunt monștrii hormonali: Maurice (care îl necăjește pe Andrew și ocazional pe Nick și Matthew), Connie - femela monstru hormonal (care necăjește pe Jessi și Nick și, ocazional, Missy) și Mona (care necăjește pe Missy). De-a lungul seriei, copiii interacționează cu oameni și obiecte care sunt adesea personificate și oferă sfaturi utile, dar confuze, în viața lor plină de pubertate, inclusiv fantoma lui Duke Ellington, o statuie a libertății, cu accent francez, o pernă capabilă să rămână însărcinată., o tabletă de amfetamină, și chiar vulva lui Jessi. Își caută destinul pe măsură ce pubertatea îi distruge mental și fizic. 

## Distribuție și personaje

### Principale
- Nick Kroll ca: 
  - Nicholas Arsenio "Nick" Birch, un băiat aproape adolescent care trăiește cu părinți iubitori și supraprotejat. El mai are un frate mai mare pe nume Judd și o soră mai mare pe nume Leah. De-a lungul seriei, Nick este din ce în ce mai nesigur în ceea ce privește masculinitatea și dezvoltarea sa generală, deoarece devine evident că este o floare târzie în comparație cu prietenii săi. Ocazional, învață să-și aprecieze corpul și emoțiile, cu ajutorul celor dragi și alte câteva figuri.
  - Monstrul Hormonal Maurice, cunoscut și sub numele de „Maury”, nume complet Maurice Beverley, un monstru cu vocea răvășitoare, care îl urmărește pe Andrew în jurul său și este responsabil pentru dorințele sale sexuale, care apar frecvent în momentele nepotrivite. El este dezvăluit să se grăbească dintr-o dimensiune alternativă în care mai multe creaturi diferite, precum el însuși, reprezintă și gestionează etapele vieții umane. I se arată că poate interacționa cu alți băieți, cum ar fi Nick și Jay. El este, de asemenea, monstrul hormonal al lui Matthew.
  - Antrenorul Steve Steve, profesorul clasa de gimnastică a școlii gimnaziale, care este incompetent și excesiv de vorbăreț, încearcă adesea să-i determine pe colegii săi - sau chiar pe studenți - să-i abordeze (adesea fără rost). Este extrem de copilăros. În sezonul 2 se dezvăluie că este virgină, deși în cele din urmă își pierde virginitatea față de mama lui Jay, cu care are un stand de o noapte după ce ea se apropie sexual de el. El este singurul personaj neafectat de Vrăjitorul rușinos, deoarece este incapabil să experimenteze rușinea. În sezonul 3, el are o slujbă diferită de fiecare dată când apare până în episodul „Dezvăluie filmul: musicalul!” el își primește slujba ca antrenor de gimnastică.
  - Monstrul Hormonal Rick, un monstru hormonal vechi, disfuncțional, dar și entuziast, care îl urmărește pe antrenorul Steve și ulterior Nick. Cu toate acestea, în curând se retrage, după ce Steve își pierde virginitatea, predându-i lui Tyler poziția de monstru hormonal al lui Nick.
  - Lola Ugfuglio Skumpy, o tânără populară temperamentală, care este îngrozită să-și piardă statutul social și aprobarea celui mai bun prieten al său, Devin.
  - De asemenea, Kroll face vocea și pentru Mila și Lotte Janssen, Statuia Libertății, o gărgăriță profană, Joe Walsh, fantomele lui Picasso și Richard Burton, Sylvester Stallone, o fată webcam, Gina lui Abuela, Bad Mitten și Rabinul Poblart .
- John Mulaney în rolul lui Andrew Glouberman, un băiat tânăr și cel mai bun prieten al lui Nick, care își petrece o bună parte din timp masturbând furtiv. Este evreu. 
  - Mulaney îi mai face pe Mint, bunicul Andrew, Babe the Blue Ox și detectivul Florez.
- Jessi Klein ca Jessi Glaser, o fată sarcastică și deșteaptă. Tatăl ei, Greg, este un consumator de droguri șomer, iar mama ei, Shannon, întâlnește în secret o altă femeie. Obține menstruația pentru prima dată într-o excursie școlară la Statuia Libertății . Deși Jessi l-a sărutat pe Nick înainte, mai exact în primul episod "Despre ejaculare", ea are mai multe sesiuni de sărut franțuzesc cu Jay. La fel ca Andrew, este evreică, deoarece are un bar Mițva în „Petrecerea de Bat Mitzvah”. 
  - De asemenea, Klein își exprimă posibila strămoșă a lui Jessi, Margaret Daniels, în „Ducele”.
- Jason Mantzoukas în rolul lui Jay Bilzerian, un băiat american armean, care este obsedat de magie și sex. El a făcut sex cu o pernă pe care a făcut-o într-o jucărie sexuală . Mama lui îi permite antrenorului Steve să aibă o partidă de o noapte cu ea în sezonul 2. El are doi frați mai mari, Kurt și Val, care îl bulversează frecvent și tatăl său este avocat de divorț. Jay este obsedat de mama și tatăl lui Nick și își dorește o familie iubitoare. În sezonul 2, Jay începe o potențială relație cu Matthew, un băiat homosexual din școală. După cei doi se sărută, Jay pune la îndoială orientarea lui sexuală . În timpul sezonului 3, Jay continuă să pună la îndoială orientarea sa sexuală, dar ajunge la concluzia că este bisexual. 
  - De asemenea, Mantzoukas face vocea pentru Guy Bilzerian, tatăl lui Jay și fantoma lui Socrate .
- Jenny Slate (sezoanele 1-4) [1] ca Missy Foreman-Greenwald, o fată care este tocilară și amabilă. 
  - Slate, de asemenea, face vocea pentru Taffiny, o farmacistă, o asistentă planificată, doamna Razz, și The Implant.
- Fred Armisen ca Elliot Birch, tatăl iubitor al lui Nick, care împărtășește frecvent povești nepotrivite. 
  - De asemenea, Armisen face vocea pentru fantoma lui Antonin Scalia, șofer de autobuz, Stavros și Monstrul Hormonal Bob.
- Maya Rudolph ca: 
  - Monstra Hormonală Connie, care o urmărește inițial pe Jessi (și uneori Missy) în jur și îi încurajează să-și îmbrățișeze dorințele cele mai sălbatice. Până la sfârșitul celui de-al doilea sezon, ea devine monstrul hormonal al lui Nick, în ciuda faptului că este băiat, care funcționează bine cu amândoi.
  - Diane Birch, mama iubitoare a lui Nick.
  - De asemenea, Rudolph face vocea pentru un covor de baie, fantomele lui Elizabeth Taylor și Whitney Houston, principalul Barren și ale domnișoarei Clinkscales, profesoara de pian a lui Duke Ellington.
- Jordan Peele ca fantoma lui Duke Ellington, muzicianul de jazz al cărui spirit trăiește acum în mansarda lui Nick și uneori îi oferă sfaturi. 
  - Prezentându-l pe Ludacris, capcanul lui Jay, care suferă de o afecțiune medicală rară care îl determină să devină conștient de sine.
  - Peele face vocea de asemenea pentru fantomele lui Freddie Mercury, David Bowie și Prince, Atlanta Claus, un DJ, tatăl lui Missy Cyrus și Patrick Ewing .

### Secundare
- Andrew Rannells - Matthew MacDell, a flamboyantly gay student with a love of drama and spreading gossip.
- Paula Pell - Barbara Glouberman, Andrew's mother and Marty's wife.
- Richard Kind - Marty Glouberman, Andrew's grumpy and stereotypically Jewish father, Barbara's husband and lover of scallops.
- Seth Morris - Greg Glaser, the perpetually stoned father of Jessi Glaser and the husband of Shannon Glaser.
- Jessica Chaffin - Shannon Glaser, the mother of Jessi Glaser and the unfaithful wife of Greg Glaser.
- June Diane Raphael - Devin, a popular student at school.
- Jak Knight - DeVon, the boyfriend of Devin and another popular student, who may or may not be older than he looks.
- Gina Rodriguez - Gina Alvarez, a very physically developed Paraguayan girl on Missy and Jessi's soccer team whose sudden pubertal development causes a stir at school.
- Neil Casey - Lars, a student in a wheelchair.
  - Casey also voices Detective Dumont.
- Joe Wengert - Caleb, a student, implied to be on the autism spectrum.
  - Wengert also voices a priest and Stan the Hormone Monster.
- Jon Daly - Judd Birch, the dark yet caring older brother of Nick and Leah Birch, and the son of Diane and Elliot Birch.
- Kat Dennings - Leah Birch, the older sister of Nick Birch and younger sister of Judd Birch.
- Chelsea Peretti - Monica Foreman-Greenwald, Missy's mother and Cyrus' wife.
  - Peretti also voices Cellsea, Nick's sentient cell phone that he received from Leah and "The Pill"
- Heather Lawless - Jenna "Jay's Mom" Bilzerian, Jay's mother.
- Mark Duplass - Val Bilzerian, an older, bullying brother to Jay Bilzerian.
  - Duplass also voices a clerk.
- Paul Scheer - Kurt Bilzerian, another older, bullying brother to Jay Bilzerian.
- Nathan Fillion - himself, Missy's celebrity crush.
- Rob Huebel - Mr. Terry Lizer, a teacher at the school.
- David Thewlis - Shame Wizard, the Hormone Monsters' mortal enemy who haunts the kids, stoking their deepest shame.
- John Gemberling - Tyler the Hormone Monster, Nick's immature hormone monster.
  - Gemberling also voices a security guard.
- Gil Ozeri - Wiggles, Missy's stuffed toy.
  - Ozeri also voices Brad, a couch cushion.
- Kristen Bell - Pam, a pillow Jay has a sexual relationship with. Bell also voices an uninterested girl.
- Jack McBrayer - Nick's pubic hair #1
- Craig Robinson - Nick's pubic hair #2
- Rosa Salazar - Miss Benitez, a seventh grade teacher.
- Michaela Watkins - Cantor Dina Reznick, Shannon Glaser's love interest.
- Zach Woods - Daniel, a boy Leah is interested in.
  - Woods also voices a sock.
- Natasha Lyonne - Suzette, a motel pillow.
- Kristen Wiig - Jessi's genitals.
- Andy Daly - Dr. Wendy Engle, Nick's doctor.
  - Daly also voices a motel pillow and the ghost of Harry Houdini.
- Jean Smart - the Depression Kitty, a cat employed in the Department of Puberty.
- Zachary Quinto - Aiden, a gay boy that Matthew meets in "My Furry Valentine."
- Ali Wong - Ali, a pansexual new student at Bridgeton Middle School.
- Carlos Alazraqui - Gustavo, the male character in the book The Rock of Gibraltar.
- Gary Cole - Edward MacDell, a U.S. Navy veteran who does not know his son is gay.
- Julie White - Kimberly MacDell, Matthew's mother.
- Julie Klausner - Cherry Marashina, formerly Cheryl Glouberman, Andrew's attractive cousin in Florida.
- Emily Altman - Vicky, Cherry's delinquent friend.
- Thandie Newton - Mona, Missy's new hormone monstress.

### Oaspete
- Nasim Pedrad - Fatima, the female character in the book The Rock of Gibraltar.
- Alia Shawkat - Roland, a friend of Nick Birch's who lives in Manhattan, New York.
- Mae Whitman - Tallulah Levine, a friend of Leah's who takes a liking to Nick.
- Jon Hamm - Scallops
- Harvey Fierstein - an unnamed older gay man who lives at Guy Town.
- Bobby Cannavale - Gavin, the Hormone Monster.
- Martin Short - Gordie, the main character of the Canadian Netflix hit, Gordie's Journey.
- Carol Kane - Menopause Banshee.
- Judd Hirsch - Lewis Glouberman, Andrew's grandfather.
- David Cross - Skip Glouberman, Marty's brother and Andrew's uncle.
- Wanda Sykes - the ghost of Harriet Tubman.
- Rob Riggle - Col. Adderall, the personification of the ADHD medication.
- Antoni Porowski, Tan France, Karamo Brown, Bobby Berk, and Jonathan Van Ness from Queer Eye - themselves, sent to makeover Coach Steve.
- Retta - Duke Ellington's Mother.

## Episoade
| Sezonul | Sezonul | Episoade | Episoade | Premiera TV      | Premiera TV       |
| Sezonul | Sezonul | Episoade | Episoade | Prima transmisie | Ultima transmisie |
| ------- | ------- | -------- | -------- | ---------------- | ----------------- |

## Producția
Scriitorul TV Andrew Goldberg și scenarist-regizorii Jennifer Flackett și Mark Levin s-au apropiat de Nick Kroll, cel mai bun prieten al lui Goldberg încă din copilărie, cu ideea de a dezvolta o emisiune despre trecerea la pubertate.  Kroll și Goldberg au folosit experiențele pubertale divergente ca piesă centrală a spectacolului, deoarece Kroll a înflorit târziu, în timp ce Goldberg a trecut prin schimbările fizice ale pubertății foarte devreme.  Multe din experiențele lor trăite sunt prezentate în emisiune, cum ar fi primul sărut al lui Kroll, iar părinții lui Goldberg îi înfășurau mustața.  Spectacolul include și o experiență a prietenei lor din copilărie, Lizzie, pe care se bazează personajul Jessi, obținând prima ei perioadă într-o excursie școlară la Statuia Libertății. Potrivit lui Kroll, într-un interviu pentru NPR, „Gură bogată aruncă o privire egală la cum este pentru fete și femei, procesul de a trece prin pubertate, care cred că nu a fost la fel de explorat în cea mai populară cultură”.  Netflix a anunțat că a realizat Gură bogată în iunie 2016. 
În iulie 2019, seria a fost reînnoită pentru al patrulea, al cincilea și al șaselea sezon. 
La 24 iunie 2020, s-a anunțat că Jenny Slate nu va mai da vocea lui Missy Foreman-Greenwald din cauza reformării în favoarea unei actrițe afro-americane.  Ultima oară a lui Slate a făcut vocea pentru Missy care va fi în cel de-al patrulea sezon în timp ce și-a înregistrat liniile în avans. 

## Muzică
Primul album de coloană sonoră cu piese din serialul TV a fost lansat alături de sezonul trei pe 4 octombrie 2019. 
 Toate melodiile scrise de Mark Rivers, cu excepția cazului în care este indicat. 
| Nr.             | Titlu | Performer(s)                                                                      | Lungime |  |
| 1.              | „Totally Gay” | Mark Rivers                                                                       | 1:42    |  |
| 2.              | „I Love My Body” | Maya Rudolph                                                                      | 1:54    |  |
| 3.              | „Valentine's Day” | Fred Armisen, Jak Knight, Jason Mantzoukas, Jessi Klein, Nick Kroll, Richard Kind | 2:09    |  |
| 4.              | „Never Lost in New York City”                                                                                              | Jordan Peele                                                                      | 1:07    |  |
| 5.              | „I Am The Hormone Monstress (dialogue)”                                                                                    | Rudolph, Klein                                                                    | 0:21    |  |
| 6.              | „Sexy Red Bra” | Rudolph, Rivers                                                                   | 1:37    |  |
| 7.              | „Slut Walk” | Ileen Goldsmith, Crissy Guerrero, Knight, Mantzoukas, Klein, Kroll                | 1:21    |  |
| 8.              | „Guy Town” | Rivers, Jerry Minor, Mantzoukas, Marvin Robinson                                  | 1:32    |  |
| 9.              | „Why Does Nobody (Get How Great I Am?)”                                                                                    | Klein, Rudolph, Kroll                                                             | 1:26    |  |
| 10.             | „You Look Beautiful, Steve (dialogue)”                                                                                     | Kroll                                                                             | 0:22    |  |
| 11.             | „Sex On A Lady” | Kroll, Rivers                                                                     | 1:31    |  |
| 12.             | „Life Is a Fucked Up Mess”                                                                                                 | Klein, Jessica Chaffin, John Mulaney, Kroll, Kind, Seth Morris                    | 1:22    |  |
| 13.             | „Disclosure (The Musical)”                                                                                                 | Andrew Rannells, Klein, Mulaney, June Diane Raphael, Rivers, Kroll                | 2:25    |  |
| 14.             | „Anything Goes in Florida”                                                                                                 | Kroll, Rivers                                                                     | 1:28    |  |
| 15.             | „Perfectly Gross Little Dirtbag (dialogue)”                                                                                | Kroll, Mulaney                                                                    | 0:20    |  |
| 16.             | „Shame” | David Thewlis, Rivers                                                             | 2:07    |  |
| 17.             | „The Spectrum of Sexuality”                                                                                                | Martin Short, Brendan McCreary, Peele, Rivers, Rudolph                            | 1:58    |  |
| 18.             | „You've Got the Power Now”                                                                                                 | Kroll, Jenny Slate, Thandie Newton, Rudolph                                       | 0:52    |  |
| 19.             | „Slice O' Your Pie” | Peele                                                                             | 1:10    |  |
| 20.             | „I Feel Like Shit (This Must Be Love)”                                                                                     | Slate, Mulaney                                                                    | 1:15    |  |
| 21.             | „Sex on a Lady (credits version)”                                                                                          | Craig Robinson                                                                    | 2:20    |  |
| 22.             | „Who Needs a Boy?” | Rannells, Goldsmith, Rudolph, Kroll                                               | 1:55    |  |
| 23.             | „Everybody's Going Through Changes (written by Anthony Frank Iommi, John Osbourne, Terence Michael Butler, and W.T. Ward)” | Rudolph, Peele                                                                    | 1:44    |  |
| Lungime totală: | Lungime totală: | Lungime totală:                                                                   | 33:58   |  |

## Lansare
Primul sezon format din zece episoade a avut premiera pe Netflix pe 29 septembrie 2017.   Pe 24 octombrie 2017, s-a confirmat că a fost comandat un al doilea sezon,  care a fost lansat pe 5 octombrie 2018  Pe 17 noiembrie 2018, Netflix a anunțat că Gură bogată a fost reînnoit pentru un al treilea sezon.  Al treilea sezon a fost precedat de un episod special de Ziua Îndrăgostiților din 8 februarie 2019  Pe 26 iulie 2019, Netflix a reînnoit seria până la un al șaselea sezon.  Pe 21 august 2019, a fost raportat că cel de-al treilea sezon urma să fie lansat pe 4 octombrie 2019 

## Recepție

### Răspuns critic
Gură bogată a primit aclamări critice de la lansarea sa. Pe Rotten Tomatoes, sezonul 1 are un rating de aprobare de 100% pe baza a 22 de recenzii, cu citirea consensului critic, „animația simplistă și umorul scatologic al Big Mouth cred că sunt personajele sale schițate fin și abordarea inteligentă, empatică, a nebuniei adolescenței”.  La Metacritic, show-ul deține în prezent un rating de 80 din 100, bazat pe 6 critici, indicând „recenzii în general favorabile”. 
Rotten Tomatoes a acordat sezonului 2 un rating de 100% pe baza a 30 de recenzii, cu consensul critic citind „Gură bogată, cu un puternic dezgust, continuă să înfrunte neîndemânarea adolescenței cu o veselie spusata și cu un strat de maturitate adăugat”.  Metacritic deține un rating 90 din 100 pentru cel de-al doilea sezon, bazat pe 9 critici, indicând „aclamarea universală”. 
Sezonul 3 a primit aclamatii critice. Rotten Tomatoes a acordat sezonului 3 un rating de 100% pe baza a 30 de recenzii, cu consensul critic citind „Ca si personajele din centru, al treilea sezon din Gură bogată continuă să crească, asumându-și noi probleme complicate cu aceiași ochi grosolani, dar-de-a-empatic care l-a facut atât de plăcut in primul rând. " 
Vox a descris emisiunea ca fiind ascuțită și jalnică înfățișând penibilul pubescenței, post-pubescenței și pre-pubescenței.  Erik Adams de la AV Club a acordat al doilea sezon un 'A-'. Adams a lăudat distribuția, în special Thewlis, și experimentarea acestui sezon, comentând că „s-a arătat că merită să fie inclus în orice conversație despre grila animată a televizorului”. 

### Premii
| An   | Adjudecare                        | Categorie                                                | Nominal (s) | Rezultat | Ref. |
| ---- | --------------------------------- | -------------------------------------------------------- | --- | -------- | ---- |
| 2018 | Premiul Annie                     | Cea mai bună producție publică de televiziune / difuzare | style="background: #FDD; color: black; vertical-align: middle; text-align: center; " class="no table-no2"\|Nominalizare  | [ 24 ]   |      |
| 2018 | Premiul Primetime Emmy            | Muzică și versuri originale remarcabile                  | style="background: #FDD; color: black; vertical-align: middle; text-align: center; " class="no table-no2"\|Nominalizare  | [ 25 ]   |      |
| 2019 | Premiul Annie                     | Cea mai bună producție publică de televiziune / difuzare | style="background: #FDD; color: black; vertical-align: middle; text-align: center; " class="no table-no2"\|Nominalizare  | [ 26 ]   |      |
| 2019 | Premiul MTV Film &amp; TV         | Cel mai bun spectacol                                    | style="background: #FDD; color: black; vertical-align: middle; text-align: center; " class="no table-no2"\|Nominalizare  | [ 27 ]   |      |
| 2019 | Premiul MTV Film &amp; TV         | Cea mai bună performanță comedică                        | style="background: #FDD; color: black; vertical-align: middle; text-align: center; " class="no table-no2"\|Nominalizare  | [ 27 ]   |      |
| 2019 | Premiul Primetime Emmy            | Program de animație remarcabil                           | style="background: #FDD; color: black; vertical-align: middle; text-align: center; " class="no table-no2"\|Nominalizare  | [ 28 ]   |      |
| 2020 | Societatea de casting din America | Televiziune - animație                                   | style="background: #99FF99; color: black; vertical-align: middle; text-align: center; " class="yes table-yes2"\|Câștigat | [ 29 ]   |      |

## Spin-off
Pe 3 octombrie 2019, Netflix a anunțat o comandă directă pentru o serial spin-off intitulată Resurse umane, amplasat în universul emisiunii. Kroll, Goldberg, Levin, Flackett și Kelly Galuska servesc drept producători executivi. A debutat pe 18 martie 2022. Serialul apoi a avut un al doilea și ultim sezon pe 9 iunie 2023.